# جون كوتس (ضابط)
جون كوتس (بالإنجليزية: Henry John Coates)‏ هو ضابط أسترالي، ولد في 28 ديسمبر 1932 في أديلايد في أستراليا، وتوفي في 11 يونيو 2018 في كانبرا في أستراليا.